# В порту
«В порту» (англ. On the Waterfront) — классическая американская драма Элиа Казана 1954 года о коррупции в профсоюзах портовых грузчиков. Главную роль исполняет Марлон Брандо, получивший за своё перевоплощение премии «Оскар», BAFTA и «Золотой глобус» в категории «Лучший актёр» — в 30 лет он стал самым юным артистом, удостоенным награды Американской киноакадемии в вышеупомянутой категории (этот рекорд был побит лишь 23 года спустя). В общей сложности картина завоевала восемь премий «Оскар» (1955), включая за лучший фильм года, четыре «Золотых глобуса» (1955), награду Британской киноакадемии (1955), Серебряного льва Венецианского кинофестиваля (1954) и множество других наград.
Современными киноведами лента считается одной из величайших в истории: в 2007 году Американский институт киноискусства поместил «В порту» на 19-е место в списке 100 лучших фильмов за 100 лет. Картина также входит в аналогичный список IMDB.

## Сюжет
В центре повествования — бывший боксёр Тэрри Маллой — человек не очень грамотный и малоразвитый, которого вместе с другими рабочими нещадно эксплуатируют хозяева доков с помощью продажных профсоюзных лидеров.

## История создания
Фильм основан на серии статей, опубликованных Малькольмом Джонсоном в газете «The New York Sun» под общим названием «Преступление в порту». В 1949 году Джонсон получил за эту серию (всего было опубликовано 24 статьи) Пулитцеровскую премию.
Режиссёр Элиа Казан первоначально одобрил на главную роль Фрэнка Синатру, но продюсер фильма Сэм Шпигель, считал, что выгоднее будет пригласить на главную роль успешного Марлона Брандо. Несмотря на подписанное соглашение с Синатрой, Шпигель отправил сценарий Брандо, актёр ответил отказом. Но, отправляя сценарий, Шпигель пошёл на хитрость, вложив между листами несколько газетных вырезок. Когда продюсер обнаружил их на том же месте, он понял, что Брандо даже не читал сценарий, и потому не стал отказываться от его кандидатуры, позже выяснилось, что актёр не хотел работать с Казаном, не разделяя его лояльную позицию к властям эпохи маккартизма в США. Шпигель настоял на своём и убедил Брандо взяться за роль Тэрри Маллоя, а отвергнутый Синатра даже подал в суд на продюсера за нарушение условий договора.
Фильм был снят за 36 дней. На роль Эди Дойл претендовали Грейс Келли и Элизабет Монтгомери. Дебют в большом кино Эвы Мари Сейнт, до этого актриса снималась на телевидении.

## В ролях
| Актёр          | Роль           |
| -------------- | -------------- |
| Марлон Брандо  | Терри Маллой   |
| Эва Мари Сейнт | Эди Дойл       |
| Карл Молден    | отец Берри     |
| Ли Джей Кобб   | Джонни Френдли |
| Род Стайгер    | Чарли Маллой   |
| Пэт Хеннинг    | Кейо Дуган     |

| Актёр             | Роль                                              |
| ----------------- | ------------------------------------------------- |
| Лейф Эриксон      | Гловер                                            |
| Джеймс Уэстерфилд | Большой Мэк                                       |
| Тони Галенто      | Трак                                              |
| Тами Маурьелло    | Тиллио                                            |
| Джон Ф. Хэмилтон  | папаша Дойл                                       |
| Мартин Болсам     | Джиллетт (в титрах не указан)                     |
| Фред Гвинн        | Слим (в титрах не указан)                         |
| Кэтрин Макгрегор  | подружка портового грузчика (в титрах не указана) |

## Значение

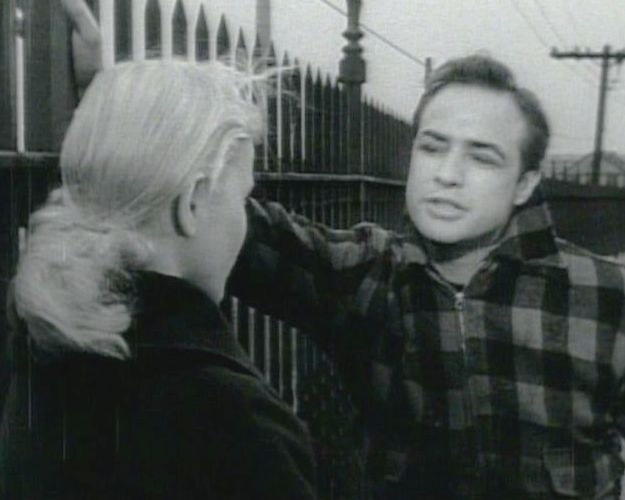
Брандо и Сейнт (кадр из фильма)

Фильм «В порту» считается одним из лучших фильмов режиссёра Элиа Казана. Реализм натурных съёмок, визуальное мастерство, прекрасный актёрский ансамбль помогли созданию запоминающегося и волнующего зрелища. Фильм «В порту» на данный момент занимает 182-е место в списке 250 лучших фильмов за всю историю на сайте IMDb со средним баллом 8,1.
Американский институт киноискусства (AFI) поставил фильм «В порту» на восьмое место в списке 100 лучших американских фильмов всех времён, а также включил его в списки 100 лучших героев и злодеев по версии AFI (Терри Маллой, 23 место среди героев), 100 известных цитат из американских фильмов за 100 лет по версии AFI (3 место, слова Терри о том, что он «мог бы быть претендентом»), лучшая музыка в американских фильмах за 100 лет по версии AFI (музыка Леонарда Бернстайна, 22 место) и 100 самых вдохновляющих американских фильмов за 100 лет по версии AFI (36 место). В 1989 году картина была включена в Национальный реестр фильмов.

## Критика
В год выхода критики встретили фильм весьма неоднозначно: он был обвинён в антиамериканизме, клевете на профсоюзные движения, шаблонности героев и в фальши чересчур оптимистичного хэппи-энда. Современные киноведы гораздо более мягко отнеслись к картине: на данный момент её рейтинг на сайте Rotten Tomatoes составляет 98 %, основанных на 64 рецензиях.

## Пародии
- Фильм был спародирован в Шоу Бенни Хилла (Хилл пародировал персонажей Марлона Брандо и Рода Стайгера).